# Garotos Podres
Garotos Podres va ser un grup de street punk brasiler format a finals de 1982 a la ciutat de Mauá. El seu primer concert va ser el 1983 a Santo André en un acte en favor dels treballadors del metall en vaga.

## Història
El 1985, mentre el Brasil encara estava sota la dictadura militar, el grup va aparèixer a la recopilació Ataque Sonoro juntament amb Ratos de Porão, Cólera, Lobotomia i altres representants de l'escena hardcore punk. Del seu primer àlbum, Mais podres do que nunca (1985), en van vendre més de 50.000 còpies. A causa de la censura de l'època, la cançó «Johnny» va ser censurada, mentre que d'altres com «Papai Noel filho da puta» i «Maldita policia» es van rebatejar com a «Papai Noel velho batuta» i «Maldita preguiça», respectivament. El juliol de 2016 l'àlbum va ser considerat per Rolling Stone com el tercer millor àlbum de punk rock brasiler de tots els temps.
El 2013 el grup es va separar, Mao i Cacá Saffiotti van fundar una nova banda anomenada O Satânico Dr. Mao e os Espiões Secretos, i els altres membres continuen tocant les cançons de Garotos Podres amb el nom de Garotos. El vocalista de la banda, Mao, també és professor d'història a la Universitat de São Paulo.

## Discografia
- Mais Podres do que Nunca (1985)
- Pior que Antes (1988)
- Canções para Ninar (1993)
- Rock de Subúrbio - Live! (1995)
- Com a Corda Toda (1997)
- Arriba! Arriba! (1997)
- Garotos Podres - Live in Rio (2001)
- Garotozil de Podrezepam (2003)
- Contra os Coxinhas Renegados Inimigos do Povo (2014)
- Canções de Resistência (2018)[6]